# Non-interventie
Non-interventie is het beginsel dat staten zich niet, gewapenderhand of anderszins, in de interne politieke aangelegenheden van andere staten mengen. De overheid van een land moet in dit geval geen allianties sluiten met andere landen, maar uitsluitend diplomatieke middelen inzetten en alle oorlogen vermijden die niet gerelateerd zijn aan directe zelfverdediging.

## Overzicht
Het concept van non-interventie ontstond in de 19e eeuw met de doorbraak van soevereine nationale staten. Talleyrand gebruikte de term "non-intervention" in 1830 met betrekking tot de Belgische onafhankelijkheid. Achteraf gevraagd wat hij ermee bedoelde, antwoordde hij: "Het is een metafysiek en politiek woord dat min of meer hetzelfde betekent als interventie". Aan de basis ervan ligt het idee dat binnen het territorium van een politieke entiteit de staat de hoogste machthebber is, en dat daarom geen andere staat van buiten dat territorium mag interveniëren in de politiek van de staat, militair of op andere wijze.
Het theoretische fundament van de norm van non-interventie kan begrepen worden door de beginselen van soevereiniteit en het politieke zelfbeschikkingsrecht in ogenschouw te nemen. Deze principes, non-interventionisme genaamd, zijn gebaseerd op de gedachte dat een staat niet dient in te grijpen in de interne politiek van een ander land. Historische voorbeelden van voorstanders van non-interventionisme waren de Amerikaanse presidenten George Washington en Thomas Jefferson, die zich niet wilden bemoeien met Europese oorlogen. Later huldigden de Verenigde Staten de Monroe-doctrine. Binnen het libertarisme is non-interventie een belangrijk ideaal, verdedigd door onder meer presidentskandidaat Ron Paul.
Non-interventionisme is anders dan isolationisme, hoewel het er vaak mee wordt verward. Het laatste wordt gekenmerkt door economisch nationalisme (protectionisme) en restrictieve immigratie, terwijl het eerste niet uitsluit dat er vrijhandel en een wat meer open immigratiebeleid is.

## Voetnoten
1. ↑  Geciteerd in: Emmanuel de Waresquiel, Talleyrand, le prince immobile, 2006, p. 576 ("C'est un mot métaphysique et politique qui signifie à peu près la même chose qu'intervention.")